# Мазуркевич, Ладислао
Ладисла́о Мазурке́вич Игле́сиас (исп. Ladislao Mazurkiewicz Iglesias; 14 февраля 1945, Пирьяполис — 2 января 2013, Монтевидео) — уругвайский футболист, вратарь. Участник трёх чемпионатов мира, лучший вратарь чемпионата мира 1970 года. Включён ММФИИС в список лучших вратарей XX века на 12-м месте.

## Биография
Родился 14 февраля 1945 года в Пириаполисе в семье польского эмигранта и уроженки Ла-Коруньи.
Начал профессиональную карьеру в возрасте 16 лет в клубе «Расинг» (Монтевидео), в 4-м дивизионе чемпионата Уругвая. В 1964 году после Молодёжного чемпионата Южной Америки, где Мазуркевич был основным голкипером сборной, а Уругвай стал чемпионом, он был приобретен «Пеньяролем». Первоначально, он был куплен как второй голкипер, на смену первому номеру «Пеньяроля» — Луису Майдане, но быстро заработал место основного голкипера — после вдохновенной игры в полуфинале второго матча Кубка Либертадорес 31 марта 1965 года против «Сантоса», ведомого Пеле («Пеньяроль» выиграл 2:1). В том же году Мазуркевич выиграл свой первый титул чемпиона Уругвая, а в начале 1966 года и Кубок Либертадорес, после чего тогдашний тренер национальной сборной Уругвая Ондино Вьера взял молодого голкипера на чемпионат мира 1966 года в Англию.
Начавшееся удачно выступление сборной Уругвая в Англии завершилось разгромом в четвертьфинале от ФРГ 4:0, но игра Мазуркевича оставила самое приятное впечатление. К примеру, он не позволил забить хозяевам и будущим победителям турнира — англичанам (матч закончился со счётом 0:0) и был назван третьим голкипером турнира, после Льва Яшина и Гордона Бэнкса.
После чемпионата мира Ладислао добавил к южноамериканским клубным кубкам ещё и Межконтинентальный кубок, в котором его «Пеньяроль» обыграл мадридский «Реал» со счетом 2:0.
Начало 1967 года ознаменовалось победой в чемпионате Южной Америки, в котором Уругвай у себя дома, с января по февраль, выиграл 4 матча (при одной ничьей) и стал чемпионом (Мазуркевич в пяти играх пропустил лишь 2 мяча). В том же году Ладислао выиграл свой второй чемпионат Уругвая, в котором установил рекорд чемпионата — 985 минут без пропущенных мячей в течение почти 11-ти матчей. На следующий год «Пеньяроль» вновь выиграл первенство Уругвая, а Мазуркевич поставил новый рекорд — только 5 пропущенных в чемпионате мячей. В 1969 году «Пеньяроль» выиграл очередной международный трофей — Суперкубок межконтинентальных чемпионов.
Последующие годы были не очень удачны для «Пеньяроля»: пошёл в гору его вечный соперник — «Насьональ». Но в национальной сборной дела шли неплохо: на ЧМ-1970 в Мексике, где Уругвай занял четвёртое место (Мазуркевич при этом стал лучшим вратарём турнира).
В 1971 году Мазуркевич ушёл из «Пеньяроля», чтобы переехать в Бразилию и играть за клуб «Атлетико Минейро». Клуб стал первым в истории чемпионом Бразилии по футболу. В этом же году, в мае, Мазуркевич в составе сборной звёзд участвовал в прощальном матче Льва Яшина.
В 1974 году Мазуркевич участвовал в своём третьем чемпионат мира — в ФРГ. Сборная Уругвая сыграла неудачно и даже не вышла из группы, но и в этих условиях Ладислао продемонстрировал прекрасную игру, став, как и 8 лет назад, третьим голкипером турнира, вслед за немцем Зеппом Майером и поляком Яном Томашевским. Оставшись в Европе, Мазуркевич играл в Испании (в «Гранаде»), но уже на следующий год вернулся в Уругвай, где год играл дома. Затем он уехал в Чили, в клуб «Кобрелоа», где играл два сезона, а затем совершил годичный вояж в Колумбию. Закончил играть Мазуркевич в 1981 году в родном «Пеньяроле».
По окончании карьеры футболиста он работал тренером вратарей в «Расинге» (Монтевидео) (1982), «Серро» (Монтевидео) и родном «Пеньяроле».
Мазуркевич страдал от тяжелого респираторного заболевания.
30 декабря 2012 года он впал в кому из-за проблем с почками и скончался 2 января 2013 года.

## Личная жизнь
Отец Мазуркевича был польского происхождения, а мать — испанского. Несмотря на свои польские корни, Мазуркевич не знал польского языка и никогда не посещал Польшу.

## Награды и достижения

### Командные
- Чемпион Южной Америки: 1967
- Чемпион Южной Америки U-20: 1964
- Чемпион Бразилии: 1971
- Чемпион Уругвая: 1965, 1967, 1968, 1981
- Обладатель Кубка Либертадорес: 1966
- Обладатель Межконтинентального Кубка: 1966
- Обладатель Суперкубка межконтинентальных чемпионов: 1969 (южноамериканская часть)
- Полуфиналист (бронза за 4-е место) чемпионата мира (1) 1970
- Участник Чемпионата мира: 1966, 1970, 1974

### Личные
- Лучший голкипер чемпионата мира: 1970
- Входит в символическую сборную чемпионата мира: 1970